# 경북대학교 사범대학 부설초등학교
경북대학교 사범대학 부설초등학교는 대한민국 대구광역시 중구 봉산동에 있는 경북대학교 산하의 국립 초등학교이다.

## 역사
- 1937년 4월 1일 대구사범학교 부속보통학교 개교(현 대구수성초등학교 위치)
- 1946년 3월 7일 대구사범대학 부속국민학교로 개칭
- 1948년 4월 20일 대구봉산국민학교와 교사 교환으로 현 위치로 이전
- 1952년 5월 28일 경북대학교 사범대학 부속국민학교로 개칭
- 1976년 2월 9일 교가 제정
- 1996년 3월 1일 경북대학교 사범대학 부속초등학교로 개칭
- 2001년 3월 1일 현재 교명으로 변경
- 2003년 9월 29일 교복 제정
- 2005년 8월 26일 강당 신축 준공(나래관)
- 2007년 2월 7일 도서실 2실 및 컴퓨터실 2실 이전 및 증설
- 2007년 9월 1일 과학실 현대화 사업(리모델링)
- 2007년 11월 1일 화장실 현대화 사업 완료
- 2007년 12월 1일 잔디운동장, 우레탄 트랙, 우천시 통로 설치
- 2012년 12월 1일 Wee클래스 설치
- 2013년 8월 23일 돌봄교실 설치
- 2014년 12월 23일 특별교실 설치(누리관, 역사관, 제2음악실, 스마트교실, 관현악실, 국악실), 경사초 77년사 발간
- 2015년 8월 23일 투시담장 설치
- 2015년 12월 20일 엘리베이터 설치
- 2018년 1월 12일 화장실 환경 개선 사업
- 2018년 2월 8일 강당 LED등 설치
- 2018년 9월 10일 도서관, 보건실, 지하음악실 리모델링, 야외무대 설치
- 2019년 8월 31일 본관 교육환경개선(리모델링) 공사 완료
- 2020년2월 12일 제75회 졸업식(남48명, 여48명, 계96명 졸업, 총 졸업생 수 11,642명)
- 2020년 5월 11일 과학실 교육환경개선 및 명상 숲 조성
- 2021년 1월 21일 IB World School 인증
- 2021년 2월 5일 제76회 졸업식(남48명, 여48명, 계96명 졸업, 총 졸업생 수 11,738명)
- 2021년 3월 1일 제18대 서정하 교장 부임
- 2023년 3월 1일 제19대 이운발 교장 부임
- 2025년 3월 1일 제 20대 윤정희 교장 부임

## 상징
- 교화 - 장미 : 고운 색깔, 향기로움, 맑고 아름다움
- 교목 - 은행나무 : 튼튼함, 장수, 아름다움, 무궁함과 존귀함
- 교조 - 비둘기 : 평화, 우애, 높은 이상

## 참고 자료
- 경북대학교 사범대학 부설초등학교 - 한국교육학술정보원 학교알리미